# Kleingebiet Nyíregyháza
Das Kleingebiet Nyíregyháza (ungarisch Nyíregyházai kistérség) war bis Ende 2012 eine ungarische Verwaltungseinheit (LAU 1) innerhalb des Komitat Szabolcs-Szatmár-Bereg in der Nördlichen Großen Tiefebene. Im Zuge der Verwaltungsreform gingen Anfang 2013 alle neun Ortschaften in den nachfolgenden Kreis Nyíregyháza (ungarisch Nyíregyháza járás) über, der noch durch vier Ortschaften aus dem Kleingebiet Tiszavasvári sowie je eine aus dem Kleingebiet Nagykálló und dem  Kleingebiet Baktalórántháza erweitert wurde.
Ende 2012 lebten auf einer Fläche von 539,30 km² 143.371 Einwohner. Die Bevölkerungsdichte des meistbewohnten Kleingebiets betrug das Zweieinhalbfache des Komitatsdurchschnitts.
Der Verwaltungssitz befand sich in der Stadt Nyíregyháza (118.185 Ew.), die einem Komitat gleichgestellt war (ungarisch Megyei jogú város). Nyírtelek (6730 Ew.) besaß ebenfalls das Stadtrecht.

## Ortschaften
| Kálmánháza | Kótaj     | Nagycserkesz | Napkor | Nyíregyháza |
| Nyírpazony | Nyírtelek | Nyírtura     | Sényő  |             |